# سیارک ۱۵۲۷۳
سیارک ۱۵۲۷۳ (به انگلیسی: 15273 Ruhmkorff، نامگذاری:1991GQ3) پانزده هزار و دویست و هفتاد و سومین سیارک کشف شده‌است که در ۸ آوریل ۱۹۹۱ کشف شد.
قدر مطلق سیارک برابر ۳۰.۹ است.